# 葉少康
葉少康，MH（1968年7月27日—）是第一位參加2008年北京殘奧馬術賽的香港人，他的參賽馬匹是「履冰之注」。

## 背景
葉少康出生自一個六人家庭，在兄弟姊妹中排行第二。他在八個月大時（1969年）因發高燒而患上腦膜炎，導致下肢痙攣，自此不良於行，需要靠拐杖生活。他在八歲時（1972年）首次接觸騎馬運動；2001年，葉少康才真正接觸馬術。其後花了六年間接受專業馬術訓練。葉少康早年在九龍觀塘區長大，畢業於香港紅十字會雅麗珊郡主學校。他就讀重生中學，並於1986年畢業，1991年完成香港中文大學統計及電子計算學系科學學士學位。往後再完成香港中文大學工商管理碩士（2004年）及香港城市大學工商數量分析文學碩士學位。
他曾在澳大利亞、日本、加拿大、英國等地舉行的比賽中，多次獲獎。2005年在澳大利亞傷殘騎術錦標賽上奪得第二級Ｂ組總冠軍；在2006年加拿大溫哥華舉行的泛亞太平洋馬術比賽中，他以61分的成績代表中國香港隊第一個獲得2008年殘奧會馬術比賽的資格。而他也於2005年在澳洲舉行的一項傷殘策騎比賽的盛裝舞步項目奪標，獲得了殘奧馬術賽的參賽資格。但因為首次參賽的關係，他在兩個項目中分別敬陪末席及取得第十五名。
葉少康和朋友於1995年創立了非牟利機構「香港復康力量」，並擔任總幹事一職，為傷殘人士服務。2008年擔任北京奧運會香港區火炬接力火炬手。由於致力推廣殘疾人士體育運動，他在2011年獲香港特區政府頒授榮譽勳章及獲香港城市大學頒授「榮譽院士」名銜。及後在2012年，葉少康於創立了非牟利機構「騁志發展基金」，以青年、殘疾人士、少數族裔等為服務對象。另一方面，他自2005年踏足商界創業至今，分別涉足環保光電、電子零部件研發和商業策劃三個業務。目前是香港工業總會、香港總商會數碼科技、環境及可持續發展委員會、香港電子科技商會執委會副主席、綠色委員會主席、香港關鍵性零部件製造業協會副理事長，同時已成為三間公司（恆源動力、商策顧問及誠匯創方）的行政總裁。
在公職方面，葉少康是工業貿易諮詢委員會、香港特別行政區交通諮詢委員會、可持續發展委員會（策略工作小組委員）、香港特別行政區工業貿易諮詢委員會、香港特別行政區平等機會委員會委員、香港特別行政區公民教育委員會委員、香港特別行政區油尖旺扶貧委員會委員、香港特別行政區社會福利署整筆撥款督導委員會委員以及前香港特別行政區復康諮詢委員會委員。

## 近年成績

### 2005年
傷殘騎術錦標賽（第一名）

### 2006
- 泛太平洋騎術錦標暨傷殘奧運馬術晉級賽（第四名）
- Hartpury盛裝舞步比賽（沒有名次）

### 2007
世界馬術錦標賽（沒有名次）

## 外部連結
- 2008年北京殘奧會官方網頁上的介紹
- 香港傷健策騎協會官方網頁上的介紹
- 個人網頁上的介紹 （页面存档备份，存于）
- 叶少康：发挥出自己的最佳水平等同获奖
- 葉少康 : 輕描淡寫